# 156 Ксантиппа
156 Ксантиппа (156 Xanthippe) — астероїд головного поясу, відкритий 22 листопада 1875 року. Названий на честь Ксантиппи, дружини давньогрецького філософа Сократа.